# Gerson Gabrielli
Gerson Silva Gabrielli (Salvador, 21 de agosto de 1949) é um político brasileiro. Foi deputado federal pelo Estado da Bahia e presidente da Câmara dos Dirigentes Lojistas de Salvador e da Confederação Nacional dos Dirigentes Lojistas.